# Charlotte Winters
Charlotte Louise Berry Winters (10 de noviembre de 1897 – 27 de marzo de 2007) fue una de las últimas sobrevivientes de la Primera Guerra Mundial.

## Biografía

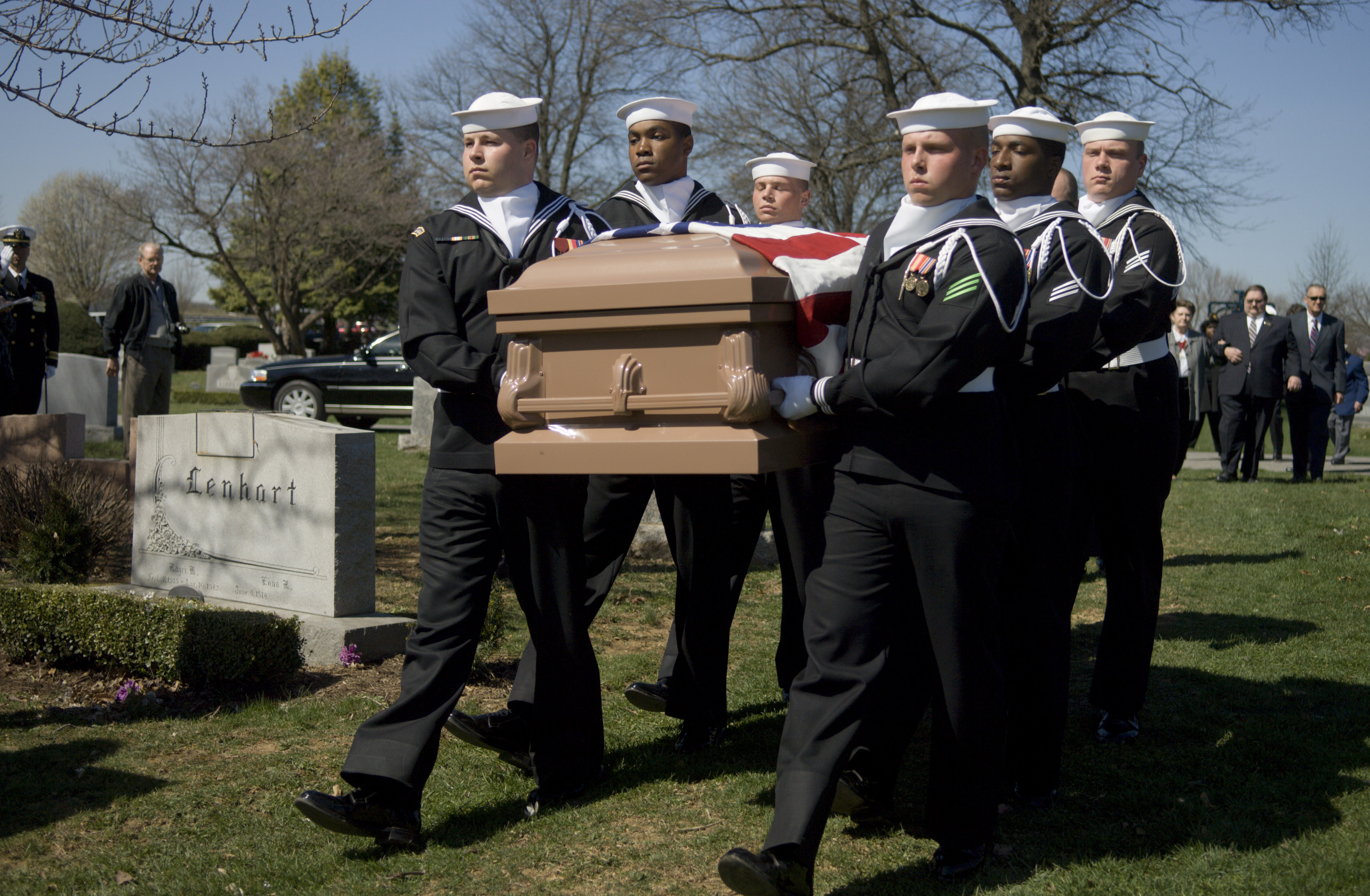
Una guardia de honor de la Armada de los Estados Unidos llevando el ataúd de Charlotte Winters, 30 de marzo de 2007

Nacida como Charlotte Louise Berry en Washington D. C., siendo hija de Mackell y Louise Bild Berry. Cuando la Armada de Estados Unidos abrió puestos de apoyo en las mujeres, Charlotte y su hermana, Sophie, se unieron a la Armada de Estados Unidos en 1917. Charlotte trabajó como empleada entre 1917 y 1919 en una fábrica de armas en Washington Navy Yard. En diciembre de 1918, más de 11,000 mujeres se habían alistado y trabajaban en puestos de apoyo en la Armada. En 1919, la mayoría de las tarifas de alistado de Yeoman (F) habían sido retiradas del servicio. En ese momento, la tarifa había alcanzado el rango de Yeoman (F) Second Class en la Reserva de la Armada de Estados Unidos. Tras esto, Winters pudo volver a trabajar en una función pública. Winters trabajó como secretaria, hasta su retiro en 1953.
En 1926, Winters ayudó a fundar la Asociación nacional de Yeoman (F) en 1926 y sirvió como octava comandante entre 1940 y 1941. y trabajó en la Legión Americana durante 88 años.
Winters murió en una residencia para personas mayores en Boonsboro, Maryland, el 27 de marzo de 2007 a los 109 años, fue enterrada en los Honores fúnebres en el Mount Olivet Cemetery en Frederick, Maryland.  En el momento de su muerte, Winters se había convertido en una de las veteranas de mayor edad en la Armada de Estados Unidos, Tras su muerte, dejó a tres mujeres de mayor edad que sirvieron en la Armada durante la Primera Guerra Mundial, Gladys Powers, quien tenía 108 años, Ivy Campany, con 107 años, y Florence Green, con 106 años, sin embargo, Green sirvió en la Armada de Reino Unido.